# G4 (ONU)

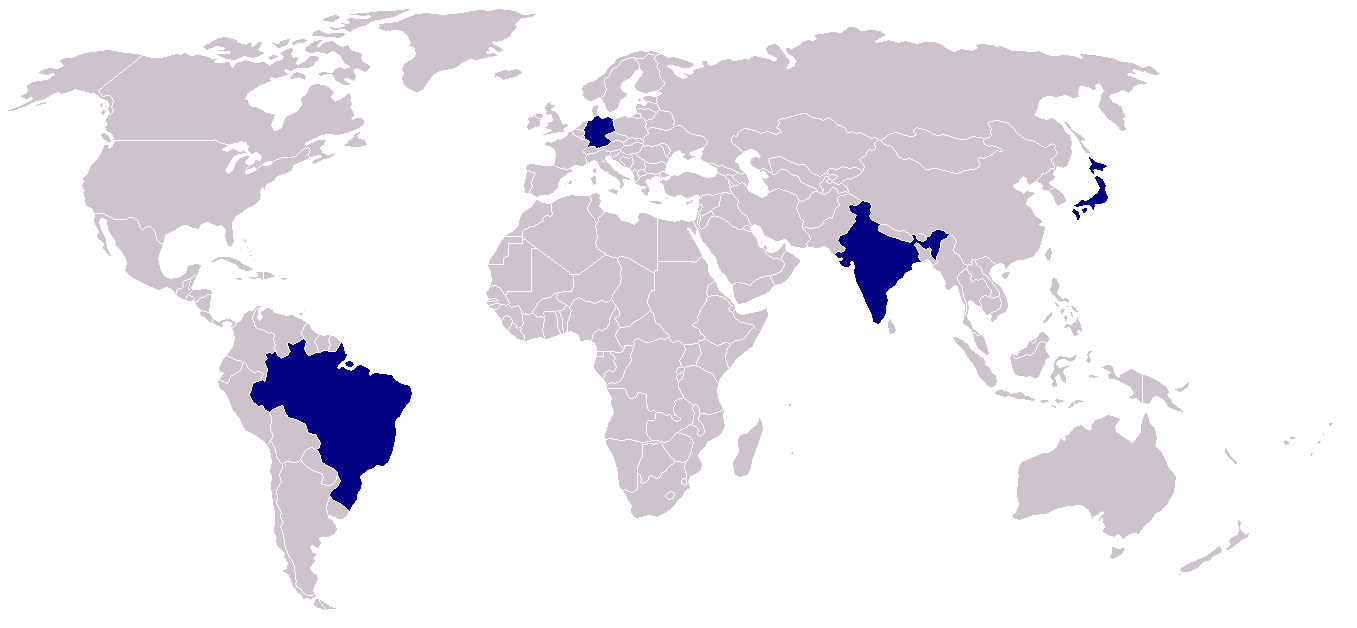
Nazioni del G4

Il G4 (Gruppo dei quattro) è un'alleanza diplomatica tra India, Germania, Giappone e Brasile nata col proposito di portare avanti le richieste di questi paesi di diventare membri permanenti del Consiglio di Sicurezza delle Nazioni Unite. Attualmente i membri permanenti sono cinque: Cina, Francia, Regno Unito, Russia e Stati Uniti d'America. A differenza del G7, dunque, che ha come obiettivo la pianificazione di programmi economici e politici, lo scopo delle nazioni del G4 è di supportare reciprocamente le loro richieste al Consiglio di Sicurezza. Inoltre, il G4 ha anche avanzato la proposta di riservare due nuovi seggi permanenti a due paesi africani, ma l'Unione Africana non è stata in grado di trovare accordo su quali paesi candidare (la contesa è tra Nigeria, Egitto e Sudafrica).
Il principio dell'allargamento del Consiglio di Sicurezza a nuovi membri permanenti vede quasi tutte le nazioni d'accordo, anche se non sono ancora stati chiariti i modi e i tempi con cui questa riforma dovrebbe essere attuata, né, tantomeno, c'è accordo unanime sulle nazioni a cui dovrebbero essere concessi i nuovi seggi. In primo luogo, non c'è accordo tra i membri permanenti: ad esempio, l'ingresso del Giappone è ostacolato dalla Cina, mentre trova appoggio negli USA e nel Regno Unito; quest'ultimo e la Francia hanno dichiarato di essere d'accordo con le richieste di tutti i paesi del G4.
Inoltre, esistono opposizioni al G4 da parte di paesi che non sono membri permanenti: il Pakistan è contrario ad un seggio per l'India, la Corea del Sud per il Giappone, l'Argentina, il Messico e la Colombia per il Brasile e l'Italia, i Paesi Bassi, la Spagna, San Marino e Malta per la Germania. Canada e Turchia sono invece contrari ad un allargamento dei membri permanenti per principio. 
Questi Stati hanno costituito il gruppo Uniting for consensus.